# Matti Haikonen
Matti Haikonen (20 de enero de 1926-21 de octubre de 2006) fue un deportista finlandés que compitió en tiro con arco, en la modalidad de arco recurvo. Ganó dos medallas en el Campeonato Mundial de Tiro con Arco al Aire Libre de 1965, oro en la prueba individual y plata por equipo.

## Palmarés internacional
| Campeonato Mundial al Aire Libre | Campeonato Mundial al Aire Libre | Campeonato Mundial al Aire Libre | Campeonato Mundial al Aire Libre |
| Año                              | Lugar                            | Medalla                          | Prueba                           |
| -------------------------------- | -------------------------------- | -------------------------------- | -------------------------------- |
| 1965                             | Västerås (Suecia)                | Medalla de oro                   | Individual                       |
| 1965                             | Västerås (Suecia)                | Medalla de plata                 | Equipo                           |